# Freden i Brömsebro
Freden i Brømsebro (1645) afsluttede Torstensson-krigen fra 1643 til den 13. august 1645. Krigen skyldtes Christian IV's uheldige krigsførelse i Tyskland og landets svage økonomi. Kongen skruede tolden i de danske farvande i vejret til stort raseri for de søfarende nationer England og Nederlandene. Han faldt svenskerne i ryggen, og det førte til et lynangreb ledet af den svenske general Lennart Torstensson. Generalen trængte op gennem Jylland, mens andre svenske styrker under Gustav Horn angreb Skåne fra Småland. Sveriges militære overmagt var åbenbar, og Danmark kunne kun give efter for svenskernes krav.
Fredsforhandlingerne blev indledt på fransk initiativ; de sendte i januar 1644 diplomaten Gaspart Coignet de la Thuillerie. Den 25. december 1644 lykkedes det ham at få parterne til at underskrive en traktat om at de indledende fredsforhandlinger skulle finde sted i Brømsebro i februar 1645.
Det første møde blev holdt den 8. juli 1645 ved grænsestenen ved Brømsebro, på den lille holm i Landabäcken, et lille vandløb mellem Blekinge og Småland. Forhandlingerne foregik ved, at de la Thuillerie rejste mellem svenskernes lejr i Söderåkra og danskernes lejr i Kristianopel.
Den danske hovedforhandler var Corfitz Ulfeldt, kongens svigersøn. Den svenske forhandler var rigshofmesteren Axel Oxenstierna, Sveriges egentlige regent. Forhandlingerne varede mange måneder, men den 13. juli mødtes mæglerne på ny ved grænsestenen for at udveksle den af kongerne underskrevne traktat. Udvekslingen af traktater foregik med mange ceremonier på den lille ø, som var ingenmandsland. Fredsaftalen indebar dansk afståelse af de norske grænselandskaber Jemtland, Herjedalen og midlertidig afståelse af Halland på 30 år, samt øerne Gotland og Øsel. Det sidste betød, at slaget om magten i Østersøen var endegyldigt tabt for Danmark. Sverige og svenske besiddelser på den anden side af Østersøen fik også toldfrihed i Øresund.